# س. جاي بوكس
س. جاي بوكس (بالإنجليزية: C. J. Box)‏ هو كاتب وصحفي أمريكي، ولد في 9 نوفمبر 1958 في شايان في الولايات المتحدة.

## وصلات خارجية
- الموقع الرسمي